# Domžale
Domžale este un oraș din Slovenia.

## Sport
- NK Domžale
- KK Helios Domžale

## Personalități
- Ivan Ahčin (1897–1960), sociolog și jurnalist[2]
- Franc Bernik (1870–1948), scriitor and compozitor[2]
- Danijel Fugger (n. 1927), pictor[2]
- Tine Hribar (n. 1941), filosof și intelectual public[2]
- Jože Karlovšek (1900–1963), arhitect și etnolog[2]
- Peter Loboda (1894–1952), sculptor[2]
- Milan Merhar (1910–1988), pictor[2]
- Matija Rode (1879–1961), jurnalist și bibliotecar[2]
- Josip Sicherl (1860–1935), compozitor[2]
- Matija Tomc (1899–1986), compozitor[2]
- Marijan Vojska (n. 1934), artist grafic[2]
- Breda Zorec (n. 1941), scriitor[2]